# Gentile Delfini
Gentile Delfini, o Dolfino e Delfino (1559 circa – 4 marzo 1601), è stato un vescovo cattolico italiano; fu vescovo di Camerino dal 1596 fino alla sua morte.

## Biografia
Gentile Delfini era originario della famiglia romana Delfini o Delfino proveniente dai Dolfin veneziani, trasferitasi a Roma nel XV secolo e figlio di Mario e Properzia Miccinelli. Dei suoi numerosi fratelli si nominano Flaminio che fu un generale dello Stato Pontificio, e la sorella Vittoria madre di papa Clemente X.

Fu nominato vescovo il 18 dicembre 1596, dopo che morì improvvisamente a Roma il suo predecessore Gerolamo Vitale de Buoi il 26 gennaio 1596, dove voleva ricorrere ad una decisione che era stata presa dal papa Clemente VIII circa la nomina dei prelati per le chiese che si trovavano tra il fiume Chienti e il Potenza.
Il Delfini indì l'11 agosto 1597 il primo sinodo diocesano, e il secondo il 4 novembre 1598. Aprì per i nuovi futuri sacerdoti il primo seminario vescovile nel 1597 a Caldarola.

Morì improvvisamente nel 1601 mentre si trovava ad attendere una delegazione del Piceno. La salma fu traslata nel duomo di Camerino. La lastra sepolcrale, non più esistente, riportava l'incisione:
Inoltre sulla parete della cattedrale vi era un'altra epigrafe: